# Devarhubli, Dharwad
Devarhubli là một làng thuộc tehsil Dharwad, huyện Dharwad, bang Karnataka, Ấn Độ.